# 瑪麗·安寧
瑪麗·安寧（英語：Mary Anning，1799年5月21日—1847年3月9日），英國早期的化石收藏家、經銷商、與古生物學家，因在英格蘭西南部多塞特郡的萊姆里杰斯沿岸的英吉利海峽懸崖上的侏羅紀海岸化石床中的發現而聞名於世。安寧的發現有助於改變有關史前生命和地球歷史的科學思維。
安寧在該地區的布魯利亞斯和查茅斯泥岩懸崖上尋找化石，特別是在冬季，山體滑坡暴露了新的化石，必須在它們消失在大海之前迅速收集起來。 她的發現包括在她十二歲時首次正確識別的魚龍骨架； 最初的兩具幾乎完整的蛇頸龍骨架；以及德國境外的第一具翼龍骨架； 和魚化石。 她的觀察在發現糞化石（當時被稱為牛黃石）是糞便化石方面發揮了關鍵作用，她也發現箭石类化石中含有類似現代頭足類動物的墨囊化石。

## 生平
瑪麗·安寧出生在英國南部多塞特郡的萊姆里杰斯。她15個月大時，曾與其他3個人在戶外遭受雷擊，只有她幸運存活下來。
她的父親理查是一名櫥櫃工匠，同時也會在萊姆里吉斯的海岸挖掘化石，並販賣收集來的化石給觀光客以貼補家用。理查原本住在德文郡，後來搬到了多塞特郡，並在1793年8月8日與瑪莉·摩爾結婚。兩人婚後搬進橋上的房屋。瑪麗在他們婚後不久出生，是夫婦倆的第1個孩子。第2個孩子瑪莎在出生後隨即夭折，而第3個孩子約瑟則在1796年出生。1798年，他們第2個兒子亨利早夭，而最大的女兒馬麗也意外身亡。瑪麗·安寧在1799年出生，名字與安寧夫婦的長女相同。後來安寧夫婦雖然陸續產下至少4個孩子，不過都早夭，最後只剩下瑪麗·安寧與約瑟·安寧存活下來。
1810年，瑪麗的父親（當時44歲）死於肺結核，全家頓時失去經濟來源，瑪麗與她的哥哥約瑟開始將收集化石當成全職工作。
在18世紀末與19世紀初期，收集化石是相當盛行的活動，是類似集郵一樣的娛樂。不過收集化石後來轉變成了解地質學與生物學的一門科學。雖然瑪麗僅僅是販賣她所發現的化石來維持家計。

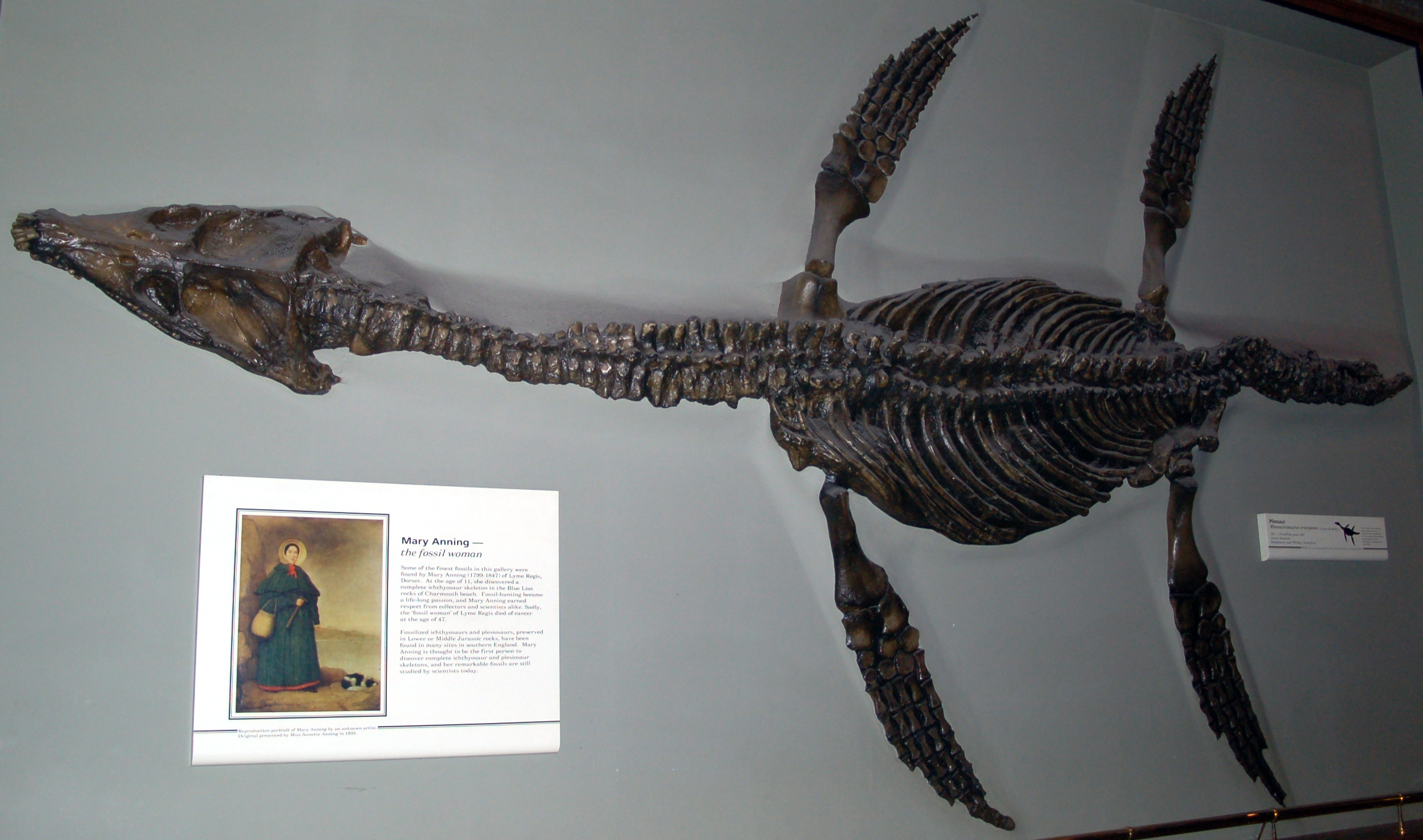
瑪麗發現的菱龍化石

1811年，就在瑪麗父親去世的幾個月後，她發現了魚龍的化石，這是她最早期的發現之一，也是歷史上第一具完整尋獲的魚龍化石，雖然早在1699年就曾有魚龍化石在威爾斯出土。她的哥哥約瑟一年前發現的頭骨則被認為屬於大型鱷魚。瑪麗一開始並沒有發現其餘部分，但經過一場暴風雨之後，岩石遭受沖刷，露出了其他部分的化石。這是非常重要的發現，很快地在《自然科学会报》上受到刊載。當時瑪麗還未滿12歲，後來她又發現另外2種魚龍。
1821年，瑪麗發現歷史上第一個蛇頸龍亞目的化石。這具化石後來由威廉·丹尼爾·科尼比爾命名為蛇頸龍，並且被當成模式標本，而蛇頸龍也被當成模式種。她後來在1828年發現了一具重要的翼龍化石，後來被命名為雙型齒翼龍，是第一次在德國以外的地方發現的，也被認為是第一個完整的翼龍化石。

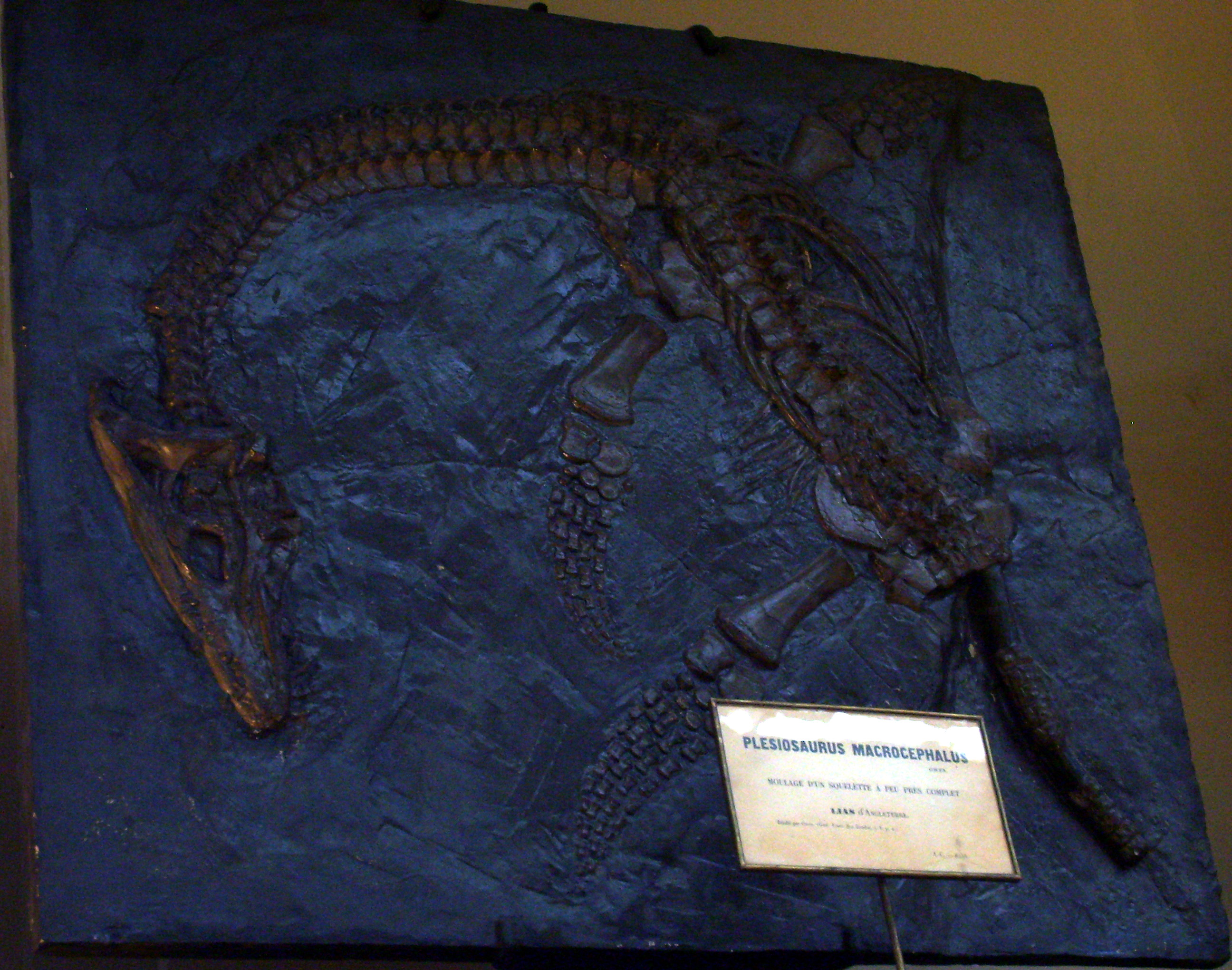
由瑪麗·安寧發現的蛇頸龍化石鑄模，收藏在巴黎自然史博物館

這3次重要的發現讓她在歷史上留名，但她仍然持續尋找化石，並對早期的古生物學產生諸多貢獻。瑪麗注意到一些被稱為「胃石」的古怪化石有時候會出現於蛇頸龍的腹腔，且當中經常包括魚骨與小蛇頸龍的部份遺骸。這項發現也導致威廉·巴克蘭在1829年主張這些化石其實是糞便，並稱之為糞化石。
瑪麗·安寧在1830年代再度面臨經濟困難，當時地質學家Henry De la Beche協助她出版彩色版畫《Duria Antiquior》，根據瑪麗所發現的化石來描述史前時代的多塞特郡海岸。瑪麗則以版畫收入來度過經濟困難。這也是歷史上首次此類深邃時間（deep time）場景受到廣泛傳播。
瑪麗在30多歲時曾經獲得英國科學促進協會頒發的獎金。瑪麗·安寧在1847年因乳癌去世。去世的前幾個月，她也成為倫敦地質學會的榮譽會員。

## 影響

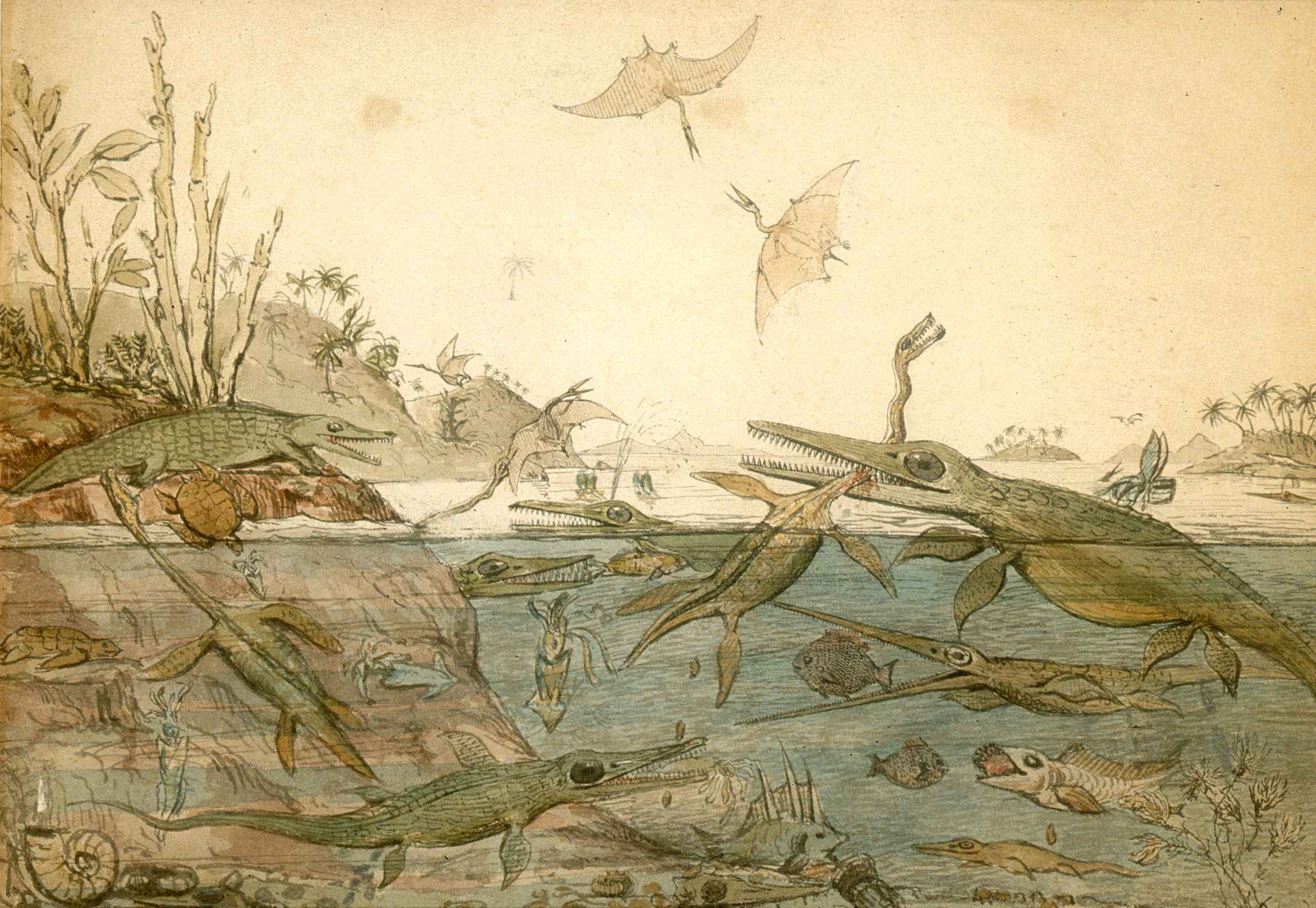
《Duria Antiquior》版畫

大體來說，瑪麗·安寧的發現是生物會滅絕的關鍵證據。在她的時代，人們廣泛的認為生物是不會滅絕的。任何古怪的發現都被認為是地球上尚未被人類發現的生物所造成的。瑪麗·安寧發現的奇異化石對於這種論調是沉重的打擊，也讓人類真正理解地質時代早期的真實情況。
瑪麗·安寧的故事被認為是「她賣掉海岸上的貝殼」（She sells sea shells by the sea shore）這句繞口令的由來。
倫敦自然史博物館在2005年創造一份瑪麗·安寧的複製手稿，並與卡爾·林奈、威廉·史密斯及Dorothea Bate一起，被當做展示的重點特色之一。

## 紀念

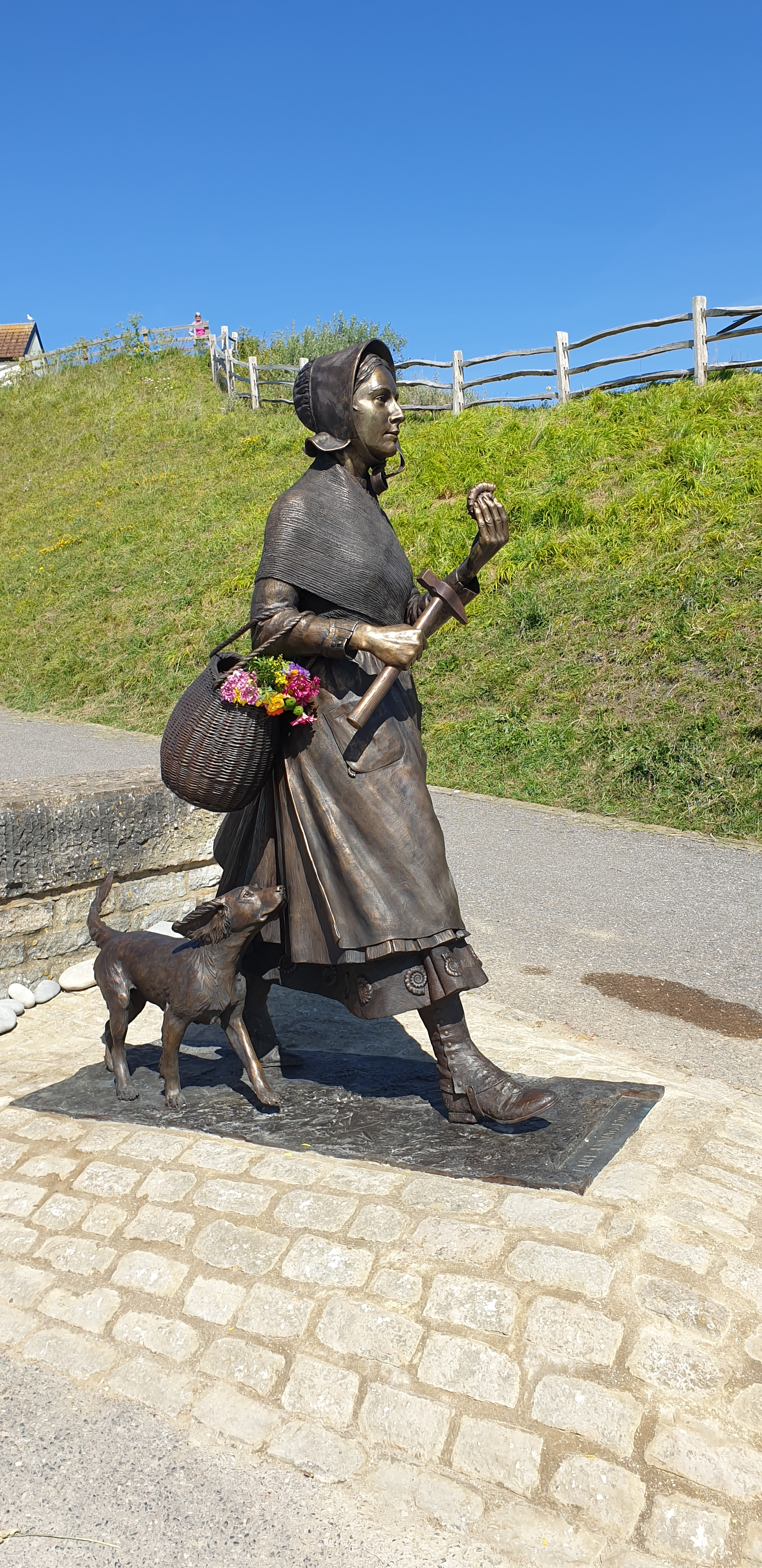
瑪麗·安寧的雕像

英國皇家鑄幣廠為表彰瑪麗·安寧對古生物學的貢獻，於2021年推出一套3款由她發現的史前生物圖案紀念幣。
紀念幣的圖案分別為泰曼魚龍、蛇頸龍及雙型齒翼龍，由英國自然歷史博物館藝術家尼科爾斯（Robert Nicholls）設計。售價由10英鎊到1,100英鎊不等

### 引用
1. ↑  Eylott, Marie-Claire. . Natural History Museum.   [11 August 2022]. （原始内容存档于2024-01-03）.
2. ↑  Blue plaque marking Mary Anning's birthplace.
3. ↑  Rudwick, Martin Worlds Before Adam: The Reconstruction of Geohistory in the Age of Reform (2008) pp. 154-155.
4. ↑  Rudwick, Martin Scenes from Deep Time (1992) pp. 42-47
5. ↑  Mary Anning （页面存档备份，存于） - "Their shop was such a feature of the area that Mary became the inspiration behind the well-known tongue-twister 'She sells seashells on the seashore'." - Natural History Museum
6. ↑  Review by Miles Russell （页面存档备份，存于） of Discovering Dorothea by Karolyn Shindler at ucl.ac.uk (accessed 23 November 2007)

## 延伸閱讀
- Goodhue, Thomas W, , Endeavour 29 (1), 2005, 29 (1): 28–322005-05, PMID 15749150, doi:10.1016/j.endeavour.2004.11.004
- Norman, , Trends Ecol. Evol. (Amst.) 14 (11), 1999, 14 (11): 420–4211999-11, PMID 10511714, doi:10.1016/S0169-5347(99)01700-0
- Laurence Anholt, Stone Girl Bone Girl: The Story of Mary Anning, ISBN 1-84507-700-8, Frances Lincoln Publishers 2006
- Jeannine Atkins, Mary Anning and the Sea Dragon, ISBN 0-374-34840-5 ISBN 978-0-374-34840-3 , Farrar Straus Giroux 1999
- Don Brown, Rare Treasure: Mary Anning and Her Remarkable Discoveries, ISBN 0-618-31081-9, Houghton Mifflin Co 2003
- Nigel J. Clarke, Mary Anning 1799-1847: A Brief History, ISBN 0-907683-57-6, Clarke (Nigel J) Publications 1998
- Sheila Cole, The Dragon in the Cliff: A Novel Based on the Life of Mary Anning, ISBN 0-595-35074-7, iUniverse.com 2005
- Marie Day, Dragon in the Rocks: A Story Based on the Childhood of the Early Paleontologist, Mary Anning, ISBN 1-895688-38-8, Maple Tree Press 1995
- Emling, Shelley; The Fossil Hunter, Palgrove Macmillan ,London 2009 ISBN 978-0-230-61156-6
- Dennis B. Fradin, Mary Anning: The Fossil Hunter (Remarkable Children), ISBN 0-382-39487-9, Silver Burdett Press 1997
- Thomas W. Goodhue, Curious Bones: Mary Anning and the Birth of Paleontology (Great Scientists), ISBN 1-883846-93-5
- Thomas W. Goodhue, Fossil Hunter: The Life and Times of Mary Anning (1799-1847), ISBN 1-930901-55-0, cademica Pr Llc 2004
- Patricia Pierce, Jurassic Mary: Mary Anning and the Primeval Monsters, ISBN 0-7509-4039-5, Sutton Publishing 2006
- Crispin Tickell, Mary Anning of Lyme Regis, ISBN 0-9527662-0-5, Lyme Regis Philpot Museum 1996
- Sally M. Walker, Mary Anning: Fossil Hunter (On My Own Biographies (Hardcover)), ISBN 1-57505-425-6, Carolrhoda Books 2000
- 2007 QCA KS1 Sats Level 3 Reading Paper "Stones and Bones" Section 3: Mary Anning

## 外部連結
- "Mary Anning (1799–1847)" （页面存档备份，存于）, UC Berkely Museum of Paleontology. Retrieved 2010-09-20.
- "Mary Anning" （页面存档备份，存于）, British Natural History Museum. Retrieved 2010-09-20.
- Mary Anning and the Men of Science （页面存档备份，存于）, Lyme Regis Museum. Retrieved 2014-05-20.
- "Mary Anning (1799–1847)", thedorsetpage.com. Retrieved 2010-09-20.
- Song about Anning by "Artichoke" （页面存档备份，存于）, sceptic.com. Retrieved 2010-09-20.
- Jurassic woman （页面存档备份，存于） BBC News audio slide show on Anning narrated by Tracy Chevalier. Retrieved 2010-10-21.
- "Skull and lower jaw of an ichthyosaur" （页面存档备份，存于） at British Museum. Retrieved 2010-09-23.